# Statue du maréchal Montgomery
La statue du maréchal Montgomery est un monument commémoratif situé à Woluwe-Saint-Pierre, une commune de Bruxelles en Belgique.

## Localisation
La statue se dresse en bordure du square Maréchal Montgomery, un rond-point situé à Woluwe-Saint-Pierre, souvent appelé « rond-point Montgomery ».
Située à l'est du rond-point, la statue surplombe en fait le tunnel de l'avenue de Tervueren, tourne le dos au Parc du Cinquantenaire et à la ville de Bruxelles et regarde vers le centre du rond-point et l'extérieur de la ville.

## Historique
Le maréchal Bernard Montgomery (1887-1976), qui commanda le 21e groupe d’armées britannique en Europe Occidentale pendant la Seconde guerre mondiale, fait une visite inattendue à Bruxelles le 7 septembre 1944. Il se rend à nouveau brièvement à Bruxelles quelques mois plus tard, en mars 1945, lors de l'offensive générale des Alliés.
Les 11 et 12 septembre 1945, celui que le public avait affectueusement surnommé "Monty" effectue une  visite officielle à Bruxelles, est reçu en grande pompe par le bourgmestre, est fait citoyen d'honneur de la ville et donne une allocution depuis le balcon de l'hôtel de ville sur la Grand-Place.
La commune de Woluwe-Saint-Pierre rebaptise le rond-point Saint-Michel en rond-point Montgomery en son honneur.
La statue érigée en son honneur au rond-point Montgomery est réalisée par le sculpteur Oscar Nemon (1906 - 1985) et inaugurée le 7 septembre 1980, date anniversaire de la première visite de « Monty » à Bruxelles le 7 septembre 1944,,.
Une statue identique réalisée par Oscar Nemon est érigée à Londres la même année et inaugurée par la « Reine Mère » le 6 juin 1980,.

## Description
Le monument est composé d'une statue en bronze dressée sur un socle en pierre bleue.
La statue en bronze représente le maréchal britannique Bernard Montgomery vêtu d’un uniforme de campagne et coiffé d’un béret, dans une attitude volontaire avec les mains croisées dans le dos.
La statue se dresse sur un socle constitué d'un bloc horizontal de pierre bleue porté par 3 blocs verticaux.
Le bloc horizontal porte en lettres de bronze la mention « Field Marshal Montgomery », tandis que le bloc vertical central porte une plaque arborant la mention suivante, : 

« The Royal Belgo-British Union

3-9-1944

3-9-1984 »